# Policijska uprava Ljubljana
Policijska uprava Ljubljana je policijska uprava slovenske policije s sedežem na Prešernovi cesti 18 (Ljubljana). Trenutni (2007) direktor uprave je Tomislav Omejec.

## Zgodovina
Policijska uprava je bila ustanovljena 27. februarja 1999, ko je pričel veljati Odlok o ustanovitvi, območju in sedežu policijskih uprav v Republiki Sloveniji.

## Organizacija

### Splošno
Pod policijsko upravo Ljubljana spada 18 policijskih postaj, in sicer:
- Policijska postaja Cerknica (dodeljena leta 2011[2])
- Policijska postaja Hrastnik (ustanovljena 1. oktobra 2008 z reorganiziranjem policijskega oddelka Hrastnik)[3]
- Policijska postaja Kamnik
- Policijska postaja Kočevje
- Policijska postaja Litija
- Policijska postaja Ljubljana Bežigrad
- Policijska postaja Ljubljana Center
- Policijska postaja Ljubljana Moste
  - Policijska pisarna Polje
- Policijska postaja Ljubljana Šiška
- Policijska postaja Ljubljana Vič
  - Policijska pisarna Ljubljana Rudnik
  - Policijska pisarna Horjul
  - Policijska pisarna Preserje
  - Policijska pisarna Velike Lašče
- Policijska postaja Logatec (ustanovljena 1. oktobra 2008 z reorganiziranjem policijskega oddelka Logatec)[3]
- Policijska postaja Domžale
  - Policijska pisarna Mengeš
  - Policijska pisarna Moravče
- Policijska postaja Grosuplje
  - Policijska pisarna Ivančna Gorica
  - Policijska pisarna Dobrepolje
- Policijska postaja Medvode (ustanovljena 1. oktobra 2008 z reorganiziranjem policijskega oddelka Medvode)[3]
- Policijska postaja Ribnica
- Policijska postaja Vrhnika
- Policijska postaja Trbovlje
- Policijska postaja Zagorje ob Savi (ustanovljena 1. oktobra 2008 z reorganiziranjem policijskega oddelka Zagorje ob Savi)[3]

### Posebne postaje
- Policijska postaja vodnikov službenih psov Ljubljana
- Policijska postaja za izravnalne ukrepe Ljubljana (14. oktobra 2008 je prevzela tudi delo bivše postaje železniške policije Ljubljana)
- Postaja konjeniške policije Ljubljana
- Postaja prometne policije Ljubljana